# Le Dragon du lac de feu
Pour les articles homonymes, voir Dragonslayer.
Pour plus de détails, voir Fiche technique et Distribution.
Le Dragon du lac de feu (Dragonslayer) est un film américain co-écrit et réalisé par Matthew Robbins et sorti en 1981. Il s'agit d'une co-production entre Paramount Pictures et Walt Disney Productions, où Paramount gère la distribution nord-américaine et Buena Vista International de Disney la distribution internationale. L'histoire se déroule dans un royaume médiéval imaginaire où un jeune sorcier rencontre des défis alors qu'il chasse un dragon nommé Vermithrax Pejorative.
C'est la deuxième production conjointe entre Paramount et Disney, après Popeye (1980), et elle est plus mature que la plupart des films Disney de l'époque. Du fait que le public s'attend à ce que le film soit un divertissement pour enfants, la violence, les thèmes pour adultes et l'éphémère nudité sont quelque peu controversés, même si Disney ne détient pas les droits de distribution nord-américains. Le film est classé PG (accompagnement parental souhaitable) aux États-Unis
Les effets spéciaux sont l'œuvre d'Industrial Light & Magic, pour la première fois en dehors d'une production Lucasfilm. Phil Tippett y avait co-développé une technique d'animation pour L'Empire contre-attaque (1980) appelé go motion (en), une variante du stop motion. Le modèle hydraulique de 12 mètres de haut du dragon composé de 16 marionnettes dédiées à voler, ramper ou cracher du feu est particulièrement mémorable. Cela conduit le film à être nommé à l'Oscar des meilleurs effets visuels, mais il perd face aux Aventuriers de l'arche perdue, le seul autre nommé pour les effets visuels cette année-là, dont les effets spéciaux sont également le travail d'ILM.
Le film reçoit des critiques généralement positives, mais est un flop au box-office, récoltant 14,1 millions $ dans le monde pour un budget de production de 18 millions $. Il est nommé à l'Oscar de la meilleure musique de film, finalement décerné aux Chariots de feu. Il est également nommé au prix Hugo de la meilleure présentation dramatique, encore une fois décerné aux Aventuriers de l'arche perdue. Le 21 octobre 2003, Le Dragon du lac de feu est édité en DVD aux États-Unis par Paramount Home Entertainment. Il est réédité au format remasterisé sur Blu-ray et 4K Ultra HD le 21 mars 2023 aux États-Unis.

## Synopsis
Valérik et ses compagnons viennent demander au puissant mais vieux magicien Ulrich de Craggenmoor de débarrasser Urland, leur pays, d'un dragon, nommé Vermithrax Pejorative et également très vieux, auquel le roi Casiodorus livre périodiquement de douces jeunes filles désignées par loterie pour le faire tenir tranquille. Ulrich accepte mais au moment du départ arrive Tyrian, capitaine du roi. Ulrich demande alors à Tyrian de le poignarder pour qu'il puisse bien montrer son pouvoir à tous : mais, à la déception générale, il meurt ! Tandis que Tyrian s'en retourne, Valérik et ses compagnons n'ont plus qu'à placer leurs espoirs en Galen, le jeune disciple d'Ulrich, qui rêve de succéder au maître et a hérité de l'amulette contenant ses pouvoirs mais dont l'apprentissage est loin d'être terminé.
Pourtant, dès son arrivée en Urland, Galen met le dragon hors d'état de nuire en l'écrasant sous un formidable éboulement, ce qui lui vaut d'être traité en héros par le peuple (tandis que Valérik s'est révélée être une fille déguisée en garçon pour ne pas participer à la loterie) et par le roi. Mais Galen s'aperçoit très vite que le roi lui en veut, car la peur du dragon et la loterie assuraient son pouvoir absolu sur le peuple. Le roi prend à Galen l'amulette qui lui avait permis de vaincre le dragon et le jette en prison, sans que le peuple y trouve beaucoup à redire.
Mais Vermithrax reparaît et, furieux, commence à ravager la contrée, non sans tuer un missionnaire aussi borné que fanatique venu convertir le pays au christianisme. Le roi organise donc une nouvelle loterie dont Valérik, démasquée, devra faire partie. C'est alors qu'Elsbeth, la fille du roi, ayant appris que la loterie a toujours été truquée pour qu'elle ne risque rien, montre la supercherie à tous au moment du tirage et exige d'être livrée au dragon après avoir délivré Galen. Réarmé par les villageois, Galen part vers l'antre du dragon pour sauver Elsbeth mais celle-ci profite de ce qu'il est retardé par Tyrian, qu'il doit tuer préalablement, pour courir à la rencontre du monstre. Galen n'en trouvera que les restes en train d'être dévorés par les petits du dragon. Il les tue facilement mais quand le dragon lui-même arrive, il est loin d'avoir l'avantage et doit prendre la fuite. En fait, le dragon sera vaincu par Ulrich (lequel avait fait semblant d'être tué car son âge lui interdisait d'affronter les fatigues du voyage) qui d'ailleurs terminera là sa carrière : disparaissent ainsi le dernier magicien et le dernier dragon, car le christianisme met fin au temps des magiciens et des dragons. Un nouveau missionnaire et le roi s'attribuent la victoire sur le dragon et la tyrannie pourra continuer. Quant à Galen, plutôt que de succéder à son maître, il épousera bourgeoisement Valérik et tous deux iront vivre ailleurs...

## Fiche technique
- Titre original : Dragonslayer
- Titre français : Le Dragon du lac de feu
- Réalisation : Matthew Robbins assisté de Barry Langley
- Scénario : Hal Barwood et Matthew Robbins
- Continuité :  Jery Daly
- Musique : Alex North
- Photographie : Derek Vanlint
- Montage : Tony Lawson (de)
- Décors : Elliot Scott
- Costumes : Anthony Mendleson
- Maquillage : Graham Freeborn, Jayne Royle
- Coiffure : Barbara Ritchie, Bobbie Smith
- Direction artistique : Alan Cassie, David Bunnet (desighn du dragon, affiche et générique)
- Effets spéciaux : Brian Johnson (superviseur effets mécaniques)
- Effets photographiques : Industrial Light & Magic
- Animation : Samuel Comstock (supervision)
- maquettes : Lorne Peterson (supervision)
- Son : Dale Strumpell (design), Mark Berger (supervision)
- Orchestre :  National Philharmonic Orchestra
- Producteur : Hal Barwood, Howard W. Koch (exécutif) et Eric Rattray (assistant)
- Sociétés de production : Paramount Pictures et Walt Disney Productions
- Sociétés de distribution : Paramount Pictures (E.U.), Walt Disney Pictures (Intl.)[2]
- Budget : 18 000 000 $ US (13 600 000 €)
- Pays de production : États-Unis
- Langue : Anglais
- Format : Couleurs - 2,35:1 - Dolby - 35 mm
- Genre : Fantasy ; Aventure
- Durée : 109 minutes (1 h 49)
- Dates de sortie : 
  - États-Unis : 26 juin 1981
  - France : 20 octobre 1982

Fiche technique non exhaustive en raison de son niveau de détail et de sa longueur. Sauf mention contraire, les informations proviennent des sources concordantes suivantes : Mark Arnold et IMDb

## Distribution
- Peter MacNicol (VF : Bernard Alane) : Galen
- Caitlin Clarke (VF : Clémentine Amouroux) : Valérian (Valerik en VF)
- Ralph Richardson (VF : Jean Davy) : Ulrich
- John Hallam (VF : Jacques Berthier) : Tyrian
- Peter Eyre (VF : Jean Topart) : le roi Casiodorus
- Albert Salmi (VF : Michel Gatineau) : Greil
- Sydney Bromley (VF : Henri Labussière) : Hodge
- Chloe Salaman (VF : Catherine Chevalier) : la princesse Elspeth
- Emrys James (VF : Pierre Hatet) : le forgeron, père de Valérian
- Roger Kemp (VF : Gérard Surugue) : Horsrik
- Ian McDiarmid : frère Jacopus
- Ken Shorter : un acolyte
- Jason White : un acolyte
- Yolanda Vazquez : la victime
- les Urlanders : Douglas Cooper , Alf Mangan, David Mount, James Payne, Chris Twinn

Sauf mention contraire, les informations proviennent des sources concordantes suivantes : Mark Arnold et IMDb

## Sorties cinéma
Sauf mention contraire, les informations suivantes sont issues de l'Internet Movie Database
- États-Unis : 26 juin 1981
- Brésil : 16 octobre 1981
- Argentine : 26 novembre 1981
- Australie : 11 décembre 1981
- Royaume-Uni : 11 février 1982
- Irlande : 13 août 1982
- Espagne : 3 septembre 1982
- Allemagne de l'Ouest : 30 septembre 1982
- Portugal : 1er octobre 1982
- Pays-Bas : 14 octobre 1982
- Danemark : 15 octobre 1982
- France : 20 octobre 1982
- Finlande : 22 octobre 1982
- Pérou : 30 décembre 1982
- Suède : 11 février 1983
- Uruguay : 2 mars 1984 (Montevideo)
- Hongrie : 11 juillet 1985

## Distinctions
- Nomination à l'Oscar de la meilleure musique de film et des meilleurs effets visuels (Dennis Muren, Phil Tippett, Ken Ralston, Brian Johnson) en 1982.
- Nomination au prix du meilleur film fantastique, meilleurs costumes, meilleur second rôle masculin (Ralph Richardson) et meilleurs effets spéciaux (Brian Johnson, Dennis Muren), par l'Académie des films de science-fiction, fantastique et horreur en 1982.
- Nomination au Prix Hugo du meilleur film dramatique en 1982.

## Production
C'est la seconde coproduction entre les studios Paramount Pictures et Walt Disney Productions, partenariat lancé avec Popeye (1980). Ce partenariat est une solution trouvée par Ron Miller le pdg de Walt Disney Productions suite de plusieurs déconvenues en salles. Le budget du film s'élève à 18 millions d'USD.
Le tournage s'est déroulé aux Pinewood Studios de Londres et sur site en Galles du Nord, Saye Island, l'Île de Skye, Snowdonia,. L'ensemble du film fut tourné en lumière naturelle. La gestion de la couleur a été faite par le Rank  Laboratories. Les sons ont été pris en charge par la société Zoetrope Studios de San Francisco, fondée par Francis Ford Coppola et George Lucas. Le design du dragon a été réalisé par David Bunnett. La musique a été enregistrée aux Anvil Studios et jouée par le National Philharmonic Orchestra. Les effets spéciaux du film sont réalisés par Industrial Light & Magic qui à la même époque travaillent pour Paramount sur ceux de Les Aventuriers de l'arche perdue (1981). C'est la première collaboration entre Disney et ILM, trente ans plus tard, le premier rachétera le second. 
La fiche technique fournie par Mark Arnold mentionne une équipe technique complète allant de l'assistant réalisateur à l'électricien sous le terme standy-be crew (« équipe de maintenance ou d'urgence »), potentiellement une équipe permanente des studios Pinewood intervenant sur différentes productions en cas de besoin.
Il s'agit du deuxième film à utiliser la technique de l'animation go motion, une variante du stop motion (« animation en volume », en français) consistant à bouger l'objet au moment d'une prise, ce à fin d'obtenir un effet de flou, comme dans le vrai photogramme d'un objet en mouvement, ce qui donne à l'animation résultante une fluidité et un réalisme accrus. Le premier film à utiliser cette technique, par le même technicien d'effets spéciaux (Phil Tippett) et par la même entreprise, Industrial Light & Magic, fut L'Empire contre-attaque, de l'année antérieure, 1980.
Le Dragon du lac de feu est le premier film de l'acteur Peter MacNicol.

## Sortie et Accueil
La distribution du film a été prise en charge par Paramount aux États-Unis et par Disney à l'international, au travers de sa filiale Buena Vista Distribution. Cette second coproduction entre Paramount et Disney obtient un succès plus faible que la première,  Popeye (1980). Le film récolte 14 millions d'USD en salle, soit une perte de 4 millions pour les deux studios.
Marvel Comics édite une bande dessinée associée au film. Wayland Drew assure la novélisation du film en 1981. Le roman est édité en France l'année suivante, aux Presses de la Cité.
Le film est sélectionné pour l'oscar du cinéma de la meilleure bande originale et les meilleurs effets spéciaux. 

## Analyse
Les trucages et effets spéciaux sont assez bien réalisés, mieux que dans l'archétype du genre, Conan le Barbare (le dragon est bien plus impressionnant que le serpent géant de Conan et les pâles démons qui tentent d'emporter son âme) mais on sent bien qu'ils n'avaient pas la première place dans l'esprit du metteur en scène.
On est loin aussi des scènes claires et des couleurs éclatantes de règle dans les péplums et films médiévaux. On reste presque toujours sinon dans l'obscurité, du moins dans la pénombre. Il n'y a pas de soleil, même à la fin. L'ambiance est toujours froide. Les paysages ne manquent pas de grandeur mais sont sinistres.
Le dragon du lac de feu n'a pas connu un grand succès. Disney semble avoir du mal à sortir de son créneau : voir l'échec du Trou noir, tentative à peu près contemporaine vers la SF.